# Безумно богатые азиаты
«Безумно богатые азиаты» (англ. Crazy Rich Asians) — американский романтический комедийно-драматический фильм, вышедший на экраны в 2018 году. В основе сюжета лежит одноимённый роман Кевина Квана, опубликованный в 2013 году и повествовавший о современной Золушке — этнической китаянке из США, которая встречается в Нью-Йорке с молодым человеком, но при поездке на его сингапурскую родину обнаруживает, что её друг — наследник одного из наиболее богатых сингапурских кланов. Фильм стал первым массовым голливудским фильмом, где все ведущие актёры имеют азиатское происхождение, и при этом сюжет не связан с боевыми искусствами.

## Сюжет
Фильм открывается лондонской сценой 1995 года, в которой Элеонора Янг приезжает с детьми в роскошный лондонский отель Калторп; они устали и промокли, Ник, малолетний сын Элеоноры, пачкает пол грязью, и управляющий под надуманным предлогом отказывает семье в номере. Он также не разрешает Элеонор позвонить из отеля, и та вынуждена звонить мужу из телефона-автомата. Когда она возвращается в фойе, её встречает лорд Калторп, владелец отеля и друг её мужа, который объявляет попавшему в глупое положение управляющему, что он только что продал отель семье Янгов.
Следующая сцена датирована 2018 годом: Рейчел Чу, профессор экономики и специалист по теории игр в Нью-Йоркском университете, встречается с Ником Янгом, тоже преподавателем университета, и принимает приглашение посетить свадьбу его лучшего друга, Колина, в Сингапуре, а заодно познакомиться с семьёй Янгов. Их беседа оказывается случайно подслушанной, и через соцсети мать Ника, Элеонора, немедленно узнаёт об отношениях Рейчел и Ника.
Рейчел шокирована, обнаружив, что небогатый с её точки зрения Ник заказал для перелёта отдельный отсек в первом классе авиалайнера. На вопрос Рейчел о том, богат ли он, Ник отвечает, что его семья находится в «комфортабельной» ситуации; Рейчел отмечает, что именно так и должны реагировать настоящие богачи.
По приезде в Сингапур Рейчел и Ник ужинают с Колином и его невестой Араминтой в «пищевых рядах» (на рынке под крышей, где торговцы предлагают готовую еду). Они останавливаются в отеле, так как Элеонора отказалась принять Рейчел дома. На следующий день Рейчел посещает свою подругу Пек Лин, которая отвозит её на вечеринку в доме у Ника. На вечеринке Рейчел делает несколько промахов и убеждается в том, что она не нравится Элеоноре, её отношения с бабушкой Ника складываются лучше.
Рейчел посещает девичник Араминты, проходящий на принадлежащем её семье курорте, а Ник — мальчишник, организованный его грубоватым бывшим одноклассником Бернардом на борту контейнеровоза. На девичнике Рейчел встречает Аманду, которая ведёт себя с виду по-дружески, но пытается подорвать уверенность Рейчел в себе и в конце концов сообщает, что была любовницей Ника. Кто-то из женщин бросает в постель Рейчел мёртвую рыбу и пишет оскорбления на окнах номера. С помощью Астрид, двоюродной сестры Ника, Рейчел сдерживается, Астрид рассказывает Рейчел, что её муж, сравнительно небогатый бывший офицер, ей изменяет. Ник и Колин улетают с мальчишника для отдыха в тихом месте; Ник признаётся, что он собирается сделать Рейчел предложение. Колин рад за друга, но думает, что имущественные и культурные препятствия на пути к их браку непреодолимы.
Ник, увидев, что Рейчел расстроена, приглашает её на изготовление пельменей цзяоцзы вместе с его семьёй. Когда Рейчел замечает интересное обручальное кольцо на руке Элеоноры, та сообщает, что это кольцо было изготовлено по заказу отца Ника, так как семья не принимала Элеонору и отказала в использовании семейной драгоценности. Однако Элеонора говорит также, что Рейчел никогда не сможет стать достойной женой для Ника.
Рейчел поначалу думает бросить всё и уехать из Сингапура, но Пек убеждает её побороться за счастье. Пек и гламурный двоюродный брат Ника, Оливер, подобно феям/птицам в сказках про Золушку, преображают Рейчел перед свадьбой Колина. Рейчел, не допущенная сидеть вместе с семьёй Янгов, тем не менее производит хорошее впечатление, в том числе на малайскую принцессу Интан. Астрид порывает с мужем. На приёме после свадьбы, Элеонора сообщает Нику и Рейчел, что Рейчел родилась в результате внебрачной связи, и её мать, Керри, бросила своего мужа. Чтобы избежать скандала, Элеонора и её свекровь требуют от Ника более не встречаться с Рейчел. Рейчел убегает с бала, Ник безуспешно её преследует, сопровождаемый угрозами отлучения от семьи.
Рейчел, в глубокой депрессии, живёт у Пек Лин. Её мать Керри, приглашённая в Сингапур Ником, объясняет, что муж её избивал, она встретилась с бывшим одноклассником, они полюбили друг друга и, забеременев, она убежала в Америку, боясь своего мужа. Керри уговаривает дочь встретиться с Ником. Во время встречи Ник делает предложение.
Рейчел приглашает Элеонору на встречу в клубе игры в маджонг. Во время наполненной символизмом сцены игры, Рейчел сообщает Элеонор, что она получила предложение от Ника и отказала ему, чтобы не препятствовать будущему счастью Ника с достойной невестой, замечая, что это счастье будет возможно исключительно из-за её самоотверженности. Рейчел проигрывает игру, добровольно отказавшись от кости, которая принесла бы ей победу, и уходит из клуба вместе с матерью.
Элеонора встречается с Ником, Астрид уезжает из квартиры Майкла. Рейчел собирается улететь из Сингапура экономклассом. Внезапно на борту появляется Ник и делает повторное предложение, в этот раз используя кольцо своей матери. Рейчел соглашается и оба остаются в Сингапуре для помолвки. Элеонор и Рейчел мирятся на вечеринке.
В кадрах во время заключительных титров Астрид флиртует со своим бывшим женихом, Чарли Ву.

## Символизм в сцене игры в маджонг
Сцена игры в маджонг и сопутствующие ей сюжетные ходы отсутствуют в книге, где мать главного героя выведена одномерной злодейской «мамой-тигром», но являются ключевыми в фильме и наполнены символизмом. Так, Рейчел занимает «западное» сиденье, оставив для Элеоноры «восточное».
В ходе игры Элеонора демонстрирует, что она собирается набирать очки, подбирая однотипные кости, символ монолитной «расширенной семьи» из «наших людей» (Элеонора использует слово из «синглиша» kaki lang). Камера задерживается на сброшенных костях бамбуковой масти (бамбук — символ удачи и процветания), намекая на термин «сухой бамбук» (jook sing), применяемый в кантонском диалекте к китайцам по рождению, утратившим этническую идентичность.
Рейчел, сообщив о предложении Ника и её отказе, вытягивает восьмёрку бамбуковой масти. Хотя эта кость не имеет специального значения в маджонге, именно она нужна Рейчел для завершения комбинации и выигрыша. Кроме того, в китайской нумерологии восьмёрка имеет специальное значение «богатства». Но, как специалист по теории игр, Рейчел также догадывается, что эта кость достаточна и для победы Элеоноры. После слов Элеоноры, удивлённой отказом Рейчел Нику, что «только дурак бросает выигранную партию», Рейчел поясняет, что её целью является счастье Ника, возможное только ценой её собственных страданий. Рейчел после этого сбрасывает восьмёрку, предоставляя Элеоноре возможность взять её и объявить о победе. В этот момент Рейчел открывает свою комбинацию, демонстрируя всем игрокам свою готовность пожертвовать личным успехом ради семьи — то, чего Элеонора никак не ожидала от «сухого бамбука».

## Актёры
- Констанс Ву в роли Рейчел Чу[6], подруги Ника и дочери Керри;
- Генри Голдинг в роли Ника Янга, друга Рейчел и сына Элеоноры[7][8];
- Мишель Йео в роли Элеоноры Сунг-Янг, матери Ника[9];
- Джемма Чан в роли Астрид Леонг-Тео, двоюродной сестры Ника[10];
- Лиза Лу в роли Шанг Су Йи, бабушки Ника;
- Аквафина в роли Го Пек Лин, университетской подруги Рейчел[11];
- Лу Сицзин в роли Аманды «Мэнди» Лин, юриста и бывшей девушки Ника.

## Награды и номинации
| Премия                              | Категория                                | Номинант                                    | Результат |
| ----------------------------------- | ---------------------------------------- | ------------------------------------------- | --------- |
| «Золотой глобус»                    | Лучший фильм — комедия или мюзикл        |                                             | Номинация |
| «Золотой глобус»                    | Лучшая женская роль — комедия или мюзикл | Констанс Ву                                 | Номинация |
| «Выбор критиков»                    | Лучшая комедия                           |                                             | Победа    |
| «Выбор критиков»                    | Лучшая комедийная актриса                | Констанс Ву                                 | Номинация |
| «Выбор критиков»                    | Лучший актёрский состав                  |                                             | Номинация |
| «Выбор критиков»                    | Лучшая работа художника—постановщика     | Нельсон Коутс, Эндрю Бэйсман                | Номинация |
| «Спутник»                           | Лучший фильм — комедия или мюзикл        |                                             | Номинация |
| «Спутник»                           | Лучшая женская роль — комедия или мюзикл | Констанс Ву                                 | Номинация |
| Национальный совет кинокритиков США | Лучший актёрский состав                  |                                             | Победа    |
| Премия Гильдии продюсеров США       | Лучший фильм                             | Нина Джейкобсон, Брэд Симпсон, Джон Пинотти | Номинация |
| Премия Гильдии киноактёров США      | Лучший актёрский состав                  |                                             | Номинация |